# Romeo and Juliet: Beyond Words
Romeo and Juliet: Beyond Words è un film per la televisione del 2019 diretto da Michael Nunn e William Trevitt. 
Il film è basato sul balletto Romeo e Giulietta, musicato da Sergej Prokof'ev e coreografato da Kenneth MacMillan, che a sua volta è tratto dalla celebre tragedia shakespeariana.

## Trama
Nella Verona del Cinquecento le due famiglie dei Montecchi e dei Capuletti si combattano senza sosta. La giovane Giulietta Capuleti, promessa sposa al conte Paride, durante un ballo incontra e si innamora di Romeo, il rampollo della famiglia Montecchi. Il giorno dopo i due si sposano in segreto grazie all'aiuto della nutrice di Giulietta e di Frate Lorenzo, ma l'idilio ha breve durata: quando Tebaldo, cugino di Giulietta, uccide l'amico Mercuzio Romeo si vendica uccidendo il giovane Capuleti e viene bandito dalla città.
Dopo la loro prima e unica notte insieme, Romeo lascia Giulietta e parte per Mantova. I genitori della ragazza la vogliono dare in sposa a Paride prima del previsto e reagiscono violentemente al rifiuto della figlia. Per evitare le nozze Giulietta chiede aiuto a Frate Lorenzo, che le procura una pozione che la farà sembrare morte per il tempo necessario affinché Romeo ritorni in città e la salvi dalla cripta di famiglia. Inizialmente il piano sembra funzionare: Giulietta finge di acconsentire a sposare Paride, ma la mattina delle sue nozze viene ritrovata apparentemente morta dai genitori. Tuttavia Romeo non ha mai ricevuto il messaggio che lo avverte del piano e, tornato a Verona, si uccide per la disperazione dopo aver visto il corpo dell'amata. Giulietta si risveglia immediatamente dopo la morte di Romeo e, trovato il cadavere dell'amato, si uccide a sua volta.

## Produzione

### Sviluppo
Nel 2018 è stato annunciato che Michael Nunn avrebbero diretto un adattamento televisivo del balletto di Prokof'ev con le coreografie di Kenneth MacMillan, l'allestimento che il Royal Ballet ha in repertorio dal 1966. Il balletto, dalla durata di due ore e venti, è stato riassunto e ridotto a novanta minuti e tutti i ruoli sono stati danzati da ballerini principali, solisti e artisti del Royal Ballet.

### Riprese
Le riprese sono state effettuate nel comune ungherese di Etyek nel 2018.

## Distribuzione
Il film ha avuto la sua prima al Teatro Sadler's Wells il 9 dicembre 2019 e poi è stato trasmesso dalla BBC 2 il 1º gennaio 2020.

## Riconoscimenti
- 2021 – International Emmy Award
  - Candidatura per il miglior programma artistico
- 2021 – Festival della Rosa d'oro
  - Candidatura per il miglior documentario sulle arti